# Введенье (Смоленская область)
Введенье — деревня в Духовщинском районе Смоленской области России. Входит в состав Булгаковского сельского поселения. Население — 14 жителей (2014 год).
Расположена в северной части области в 11 км к северо-западу от Духовщины, в 5 км западнее автодороги Р136 Смоленск — Нелидово, на берегу реки Крутица. В 34 км юго-восточнее деревни расположена железнодорожная станция Присельская на линии Москва — Минск.

## История
В годы Великой Отечественной войны деревня была оккупирована гитлеровскими войсками в июле 1941 года, освобождена в сентябре 1943 года.

## Население
Ранее, до 1992 года действовал совхоз «Салют». В настоящее время жители деревни испытывают трудности в обеспеченности объектами и возможностями социальной инфраструктуры. Ближайшие магазины, почта, дом культуры, медицинский пункт располагаются в 3,5 км от населённого пункта, в д. Ерыши. Молодые жители вынуждены искать работу в области и соседних регионах.
Среди жителей деревни наблюдаются вахтовая, сезонная миграция и маятниковые передвижения. 58 % населения являются постоянными жителями. Дети обучаются в Булгаковской средней школе в связи с закрытием школы в д. Ерыши. Летом жители собирают лесные ягоды: чернику, ежевику, малину, землянику в близлежащих окрестностях. Зимой жизнь в деревне «замирает».

## Состояние дорог
Асфальтовая дорога была построена в начале 1990-х гг. Состояние дорог с каждым годом заметно ухудшается в связи с наплывом так называемых «лесовиков», незаконно занимающихся вырубкой лесов и транспортировкой деревоматериалов.
От деревни пролегает дорога, проходящая через Марково, Тяплово, по которой ранее можно было добраться до посёлка Пржевальское Демидовского района, которое славится своим живописным озером Сапшо.
Святой источник Параскевы Пятницы или как его ещё называют Святой колодец, находится в 15 километрах к востоку от посёлка Пржевальское по левобережью реки Василевки. В Отечественную войну 1812 года его водой исцелились от «куриной слепоты» французские солдаты. Известно, что сам Н. М. Пржевальский знал и ценил воду из этого колодца.